# سیارک ۳۴۱۳۷
سیارک ۳۴۱۳۷ (به انگلیسی: 34137 Lonnielinda، نامگذاری:2000QL6) سی و چهار هزار و صد و سی و هفتمین سیارک کشف شده‌است که در ۲۱ اوت ۲۰۰۰ کشف شد.